# ماريوس مولر (موسيقي)
ماريوس مولر (بالنرويجية البوكمول: Marius Müller)‏ هو موسيقي ومغني وعازف قيثارة ومنتج أسطوانات وملحن نرويجي، ولد في 20 أغسطس 1958 في نارفيك في النرويج، وتوفي في 14 مارس 1999 في Østre Aker vei ‏ في النرويج بسبب حادث مرور.

## وصلات خارجية
- ماريوس مولر على موقع IMDb (الإنجليزية)
- ماريوس مولر على موقع ميوزك برينز (الإنجليزية)
- ماريوس مولر على موقع ديسكوغز (الإنجليزية)